# Yantian
Yantian (en chino simplificado, 盐田区; pinyin, Yántián qū, lit:campo de sal) es un distrito urbano bajo la administración directa de la subprovincia de Shenzhen. Se ubica al noroeste de la bahía de Mirs (大鹏湾) en la Provincia de Cantón, República Popular China. Su área es de 72 km² y su población total para 2019 fue +200 mil habitantes.

## Administración
El distrito de Yantián se divide en 4 pueblos que se administran en subdistritos;
- Meisha 梅沙
- Yantian 盐田
- Shatoujiao 沙头角
- Haishan 海山

## Clima
Debido a su posición geográfica,los patrones climáticos en la siguiente tabla son los mismos de Shénzhen.
| Parámetros climáticos promedio de Yantian (1971–2000) | Parámetros climáticos promedio de Yantian (1971–2000) | Parámetros climáticos promedio de Yantian (1971–2000) | Parámetros climáticos promedio de Yantian (1971–2000) | Parámetros climáticos promedio de Yantian (1971–2000) | Parámetros climáticos promedio de Yantian (1971–2000) | Parámetros climáticos promedio de Yantian (1971–2000) | Parámetros climáticos promedio de Yantian (1971–2000) | Parámetros climáticos promedio de Yantian (1971–2000) | Parámetros climáticos promedio de Yantian (1971–2000) | Parámetros climáticos promedio de Yantian (1971–2000) | Parámetros climáticos promedio de Yantian (1971–2000) | Parámetros climáticos promedio de Yantian (1971–2000) | Parámetros climáticos promedio de Yantian (1971–2000) |
| Mes                                                   | Ene.                                                  | Feb.                                                  | Mar.                                                  | Abr.                                                  | May.                                                  | Jun.                                                  | Jul.                                                  | Ago.                                                  | Sep.                                                  | Oct.                                                  | Nov.                                                  | Dic.                                                  | Anual                                                 |
| ----------------------------------------------------- | ----------------------------------------------------- | ----------------------------------------------------- | ----------------------------------------------------- | ----------------------------------------------------- | ----------------------------------------------------- | ----------------------------------------------------- | ----------------------------------------------------- | ----------------------------------------------------- | ----------------------------------------------------- | ----------------------------------------------------- | ----------------------------------------------------- | ----------------------------------------------------- | ----------------------------------------------------- |
| Temp. máx. media (°C)                                 | 19.7                                                  | 19.7                                                  | 22.7                                                  | 26.3                                                  | 29.3                                                  | 31.1                                                  | 32.2                                                  | 32.0                                                  | 31.2                                                  | 28.9                                                  | 25.1                                                  | 21.5                                                  | 26.6                                                  |
| Temp. media (°C)                                      | 14.9                                                  | 15.5                                                  | 18.7                                                  | 22.5                                                  | 25.7                                                  | 27.8                                                  | 28.6                                                  | 28.2                                                  | 27.2                                                  | 24.7                                                  | 20.4                                                  | 16.4                                                  | 22.6                                                  |
| Temp. mín. media (°C)                                 | 11.7                                                  | 12.7                                                  | 16.0                                                  | 19.9                                                  | 23.2                                                  | 25.2                                                  | 25.7                                                  | 25.5                                                  | 24.3                                                  | 21.6                                                  | 17.1                                                  | 12.9                                                  | 19.7                                                  |
| Lluvias (mm)                                          | 29.8                                                  | 44.1                                                  | 67.5                                                  | 173.6                                                 | 238.5                                                 | 296.4                                                 | 339.3                                                 | 368.0                                                 | 238.2                                                 | 99.4                                                  | 37.4                                                  | 34.2                                                  | 1966.4                                                |
| Días de lluvias (≥ 0.1 mm)                            | 7.07                                                  | 10.07                                                 | 10.77                                                 | 12.73                                                 | 15.60                                                 | 18.47                                                 | 17.00                                                 | 18.30                                                 | 14.83                                                 | 7.63                                                  | 5.63                                                  | 5.97                                                  | 144.1                                                 |
| Horas de sol                                          | 147.9                                                 | 98.8                                                  | 101.4                                                 | 110.2                                                 | 149.8                                                 | 173.6                                                 | 220.0                                                 | 188.6                                                 | 181.2                                                 | 199.5                                                 | 184.3                                                 | 178.5                                                 | 1933.8                                                |
| Humedad relativa (%)                                  | 71.7                                                  | 76.8                                                  | 79.5                                                  | 81.0                                                  | 81.7                                                  | 81.8                                                  | 80.5                                                  | 81.8                                                  | 78.8                                                  | 72.4                                                  | 68.4                                                  | 67.1                                                  | 76.8                                                  |
| Fuente: 21CMA 25 de enero de 2009                     |                                                       |                                                       |                                                       |                                                       |                                                       |                                                       |                                                       |                                                       |                                                       |                                                       |                                                       |                                                       |                                                       |